# Hoel (duque de Armórica)
Hoel, nas lendas arturianas escritas por Godofredo de Monmouth, foi um duque de Armórica, um cavaleiro da Távola Redonda e, em lendas posteriores, pai de Isolda, esposa de Tristão, que amava outra Isolda.
Ele era o tio de Helena, que foi raptada por um gigante, vindo da Espanha, e levada para a montanha que, atualmente, tem o nome de Michael. O rei Artur, junto de Kay e Bedivere, conseguiu matar o gigante, mas Helena já tinha sido morta.
Na guerra contra o imperador romano Lúcio Hibério, Artur tinha oito exércitos, quatro na frente de batalha, e quatro de reserva; o quatro exército era comandado por Hoel, duque da Armórica, a Gawain, sobrinho do rei. Durante a batalha, um dos exércitos bretões, após perder vários líderes, se retirou até o exército dos armóricos, que atacou o inimigo e avançou até onde estava a guarda pessoal do imperador. O exército terminou cercado pelos romanos, mas Hoel e Gawain permaneceram lutando, e Gawain procurou Lucius para lutar contra ele. Gawain e Lucius lutam, porém os romanos vem em socorro do imperador, e Hoel, Gawain e seus companheiros são afastados do imperador, até que chega Artur, com ajuda. A batalha terminou quando as forças reservas de Artur chegaram, e o imperador romano foi morto.
Hoel teve um filho, também chamado Hoel, que se casou com uma filha de Runo, filho de Malgo; Malgo foi o quarto em sucessão depois de Artur. Este segundo Hoel e a filha de Runo tiveram um filho, Alano.
Lendas posteriores atribuem a Hoel uma filha, chamada Isolda (Iseult ou Isolt), chamada a Branca, que se casou com Tristão. Tristão, porém, não a amava, pois amava outra Isolda.